# Radyně (Toužim)
Radyně (německy Rading) je vesnice, část města Toužim v jižní části okresu Karlovy Vary v Karlovarském kraji. Vesnice leží v Tepelské vrchovině v jižní části Karlovarské vrchoviny, čtyři kilometry východně od města Toužim.

## Historie
Vesnice byla patrně založena během kolonizace Toužimska na přelomu 12. a 13. století. Za feudalismu byla součástí toužimského panství. První písemná zmínka o vesnici pochází z roku 1239.
Kolem oválné návsi se dvěma rybníčky stojí jednotlivé bývalé hospodářské usedlosti, náves byla od 18. století zastavována a v roce 1926 na ní byl postaven pomník jedenácti obyvatelům padlým za první světové války. Kaplička byla zbořena v šedesátých letech 20. století. Na západním okraji vyrostl za socialismu hospodářský areál státního statku.

## Obyvatelstvo
Při sčítání lidu v roce 1921 ve vsi žilo 186 obyvatel (z toho 88 mužů), z nichž bylo 185 Němců a jeden cizinec. Všichni se hlásili k římskokatolické církvi. Podle sčítání lidu z roku 1930 měla vesnice 186 obyvatel: 180 Němců a šest cizinců. Kromě jednoho evangelíka byli římskými katolíky.
| Rok            | 1869 | 1880 | 1890 | 1900 | 1910 | 1921 | 1930 | 1950 | 1961 | 1970 | 1980 | 1991 | 2001 | 2011 | 2021 |
| -------------- | ---- | ---- | ---- | ---- | ---- | ---- | ---- | ---- | ---- | ---- | ---- | ---- | ---- | ---- | ---- |
| Počet obyvatel | 175  | 199  | 193  | 178  | 178  | 186  | 186  | 93   | 87   | 73   | 52   | 45   | 46   | 59   | 57   |
| Počet domů     | 26   | 29   | 29   | 29   | 30   | 31   | 34   | 25   | 19   | 16   | 16   | 17   | 19   | 19   | 21   |

## Obecní správa
Při sčítání lidu v letech 1869–1950 Radyně byla samostatnou obcí, se kterým patřila nejprve do okresu Karlovy Vary, ale v letech 1900–1930 Teplá a v roce 1950 v okrese Toužim. Od roku 1965 je částí města Toužim v okrese Karlovy Vary.